# Warhammer: Mark of Chaos – Battle March
Warhammer: Mark of Chaos – Battle March (рус. Warhammer: Печать Хаоса. Марш разрушения) — компьютерная игра, варгейм в реальном времени из вселенной Warhammer. Игра разработана Black Hole Entertainment и  выпущена Namco 26 мая 2008 года. Игра стала продолжением игры двухлетней давности — Warhammer: Mark of Chaos.

## Игровой процесс
Разработчики добавили в игру новую одиночную кампанию, в которой игрок попеременно управляет двумя расами – орками и темными эльфами.
Герои и командиры армий получили новые навыки и умения для дуэлей. Мультиплеер стал включать несколько режимов, в том числе глобальный Online World Domination, а создать уникальную армию и карты для сетевых баталий стало проще благодаря новому редактору.

## Сюжет
2304 год. Тёмная эльфийка Лилаэт с позором вернулась на родину после неудачного похода на Ультуан. Обуреваемая жаждой мести, предводительница эльфов освобождает из рабства орка Горбаша, приказав собрать армию для захвата человеческих земель.
Игрок начинает кампанию, имея под началом небольшую орочью армию под командованием Горбаша. Он участвует в столкновениях с гномами, и попадает в засаду, из которой выходит победителем. После этого он начинает завоёвывать авторитет в рядах зеленокожих, и начинает вторжение в раздираемые войной имперские провинции.
После этого игрок выступает от лица тёмной эльфийки Лилаэт, которая оказывает Горбашу тайную помощь в его начинаниях. Она делает это для собственной выгоды, ведя свои войска следом за ордами орков и нанося дальнейшие разрушения.
В итоге Горбаш и Лилаэт сталкиваются в финальной битве, и игрок выбирает из них понравившуюся сторону.

## Обзоры игры в русскоязычной прессе
| Сводный рейтинг | Сводный рейтинг |
| Агрегатор       | Оценка          |
| --------------- | --------------- |
| GameRankings    | 63,73 %         |

Крупнейший российский портал игр Absolute Games поставил игре 60 %. Обозреватель отметил слабую проработку игровой кампании и отсутствие серьёзных нововведений в игровом процессе. Вердикт: «Посмотрим правде в глаза: главная причина появления на свет этого дополнения — грядущая премьера версии для Xbox 360, в которую войдут шесть «фракций» и три кампании. В отдельном виде Battle March представляет интерес лишь для заядлых фанатов, при условии, что они существуют. Все-таки полтора года — серьезный срок для заурядной RTS по лицензии».
Игромания поставила игре 6.5 баллов из 10-ти, сделав следующее заключение: «Две новых расы и все прежние недостатки — главным достоинством игры по-прежнему остается слово «Warhammer» в заголовке».
Страна Игр поставила игре 7.5 из 10-ти баллов. К достоинствам были причислены интересный сюжет и геймплей. К недостаткам отнесли слабую графику. Вердикт: «Warhammer: Battle March не то чтобы плохая игра. Просто сработана она без фантазии, будто лепили её по учебнику «Как делать безликие дополнения». Здесь слишком мало нового, кампания короткая, а миссии могли быть намного разнообразнее»